# 제이컵 스미스
제이컵 스미스(Jacob Smith, 1990년 1월 21일 ~ )는 미국의 음악가, 배우, 스케이트보드 선수이다.

## 출연 작품
- 열두 명의 웬수들 2 (2005년) - 제이크 베이커 역
- 트로이 (2004년)
- 열두 명의 웬수들 (2003년) - 제이크 베이커 역
- 헨젤과 그레텔 (2002년) - 헨젤 역
- 올챙이 (2002년)
- 드래곤플라이 (2002년)
- 스몰 솔저 (1998년) - 티미 핌플 역

### 텔레비전
- Once and Again (2001-02)
- 미라클 (2003, Miracles)